# Стивенс, Энн
Энн София Уинтерботем Стивенс (англ. Ann Sophia Winterbotham Stephens; 30 марта 1810, дер. Хамфрисвилл [ныне Сеймур], Коннектикут, США — 20 августа 1886, Ньюпорт, Род-Айленд, США) — американская писательница и редактор, автор стихов, рассказов, романов. Известна благодаря роману «Малеска, или Жена-индианка белого охотника», который положил начало новой форме американской коммерческой литературы — «десятицентовому роману».

## Биография
Энн Уинтерботем родилась 30 марта 1810 года в семье Джона и Энн Уинтерботем. В тот год, когда родилась Энн, её отец стал совладельцем Хамфрисвиллской промышленной компании, которую основал Д. Хамфрис, поэт и участник Войны за независимость США. Предком Энн был баптистский священник У. Уинтерботем, автор книг по истории Китая и США. Исследовательница М. Стерн предполагает влияние У. Уинтерботема и Д. Хамфриса на желание Энн стать писательницей.
Когда мать Энн умерла, отец женился на сестре своей жены Рейчел. У Энн было обеспеченное детство, она получила образование в местной женской школе, а затем в школе в Саут-Бритен (Коннектикут). К 1830 году отец Энн разорился и переехал в Огайо, а Энн в 1831 году вышла замуж за коммерсанта из Плимута (Массачусетс) Эдуарда Стивенса и вместе с ним переселилась в Портленд (Мэн).
В 1834 году Стивенс стала редактором женского журнала «Portland Magazine», который издавал её муж. Среди прочих, в журнале публиковалась поэтесса Л. Сигурни. В 1836 году Стивенс с мужем совершила поездку на ферму отца в Огайо, которая, вероятно, послужила источником вдохновения для её романов.
В 1837 году Стивенс с мужем переселилась в Нью-Йорк, где стала редактором журнала «Ladies’ Companion magazine», и под её руководством тираж журнал увеличился с 3 тыс. до 17 тыс. экземпляров. В этом журнале Стивенс опубликовала свои романы «Мери Дервент» (Mary Derwent, 1838) и «Малеска, или Жена-индианка белого охотника» (Malaeska, the Indian Wife of the White Hunter, 1839). Роман «Мери Дервент» рассказывал о белой женщине, которая стала вождём индейского племени, а «Малеска» — об индейской «принцессе», которая вышла замуж за белого охотника.
В 1841 году у Стивенс родилась дочь Энн. В том же году она ненадолго, до 1842 года вошла в штат журнала «Graham’s Magazine», редактором которого был писатель Э. А. По. В то время, когда губернатором штата Нью-Йорк был У. Г. Сьюард, Стивенс добилась от него помилования человека, приговорённого к смертной казни. В 1843 году вышел сборник юмористических рассказов Стивенс, напечатанный под псевдонимом Джонатан Слик. В 1845 году у неё родился сын Эдуард. В том же году она познакомилась с политиком М. Ламаром, вторым президентом Республики Техас, и написала стихотворение в его честь.
В 1850 году Стивенс совершила путешествие в Европу вместе с сыном и дочерью коммерсанта и политика З. Пратта. В Англии она познакомилась с писателями Ч. Диккенсом, У. Теккереем, С. Роджерсом, в Германии — с географом и путешественником А. Гумбольдтом, в Италии — с претендентом на испанский престол Доном Карлосом и римским папой Пием IX, в России — с членами императорской семьи Романовых, в Турции — с султаном Абдулом-Меджидом I.
После возвращения в США, в 1854 году Стивенс выпустила роман о жизни обитателей города «Мода и голод» (Fashion and Famine), который стал сенсацией, был адаптирован для театральной сцены и переведён на французский и немецкий языки. В 1856 году Стивенс основала собственный журнал «Mrs. Stephens’ Illustrated New Monthly», но в 1858 году он был слит с журналом «Peterson's Magazine». Из всех издателей Стивенс дольше всего сотрудничала с Ч. Питерсоном, который издал 25 её романов. В 1858 году Стивенс попросили написать две оды в честь открытия Трансатлантического телеграфного кабеля. В 1859 году, когда писатель В. Гюго выступил в лондонской газете «The Star» с протестом против казни аболициониста Дж. Брауна, Стивенс ответила Гюго в газете «New York Express», назвав казнь Брауна «неизбежной необходимостью».
В 1860 году издатели братья Эрастус и Ирвин Бидл перепечатали роман Стивенс «Малеска» в своей новой серии «Десятицентовый роман» (Dime Novels). Роман «Малеска», за который Стивенс получила гонорар в 250 долларов, рекламировался как «лучшая история наших дней» от «звезды американских писателей». Он стал бестселлером: всего было продано 300—500 тыс. экземпляров. Братья Бидл переиздали в своей серии ещё несколько романов Стивенс.
В 1861 году Стивенс и актриса Дж. М. Дэвенпорт побывали у Дж. М. Хэя, секретаря президента А. Линкольна, и предупредили, что группа южан планирует похитить или убить Линкольна, но ни Хэй, ни Линкольн не восприняли предупреждение всерьёз. 20 августа 1862 года муж Стивенс умер от брюшного тифа. Сотрудничество с Питерсоном помогло Стивенс поддержать себя и своих детей после смерти мужа.
В 1860—1870-х годах Стивенс была одной из самых популярных писательниц в США. В 1886 году готовилось к печати 23-томное собрание сочинений Стивенс, но писательница не увидела его выхода в свет: она умерла 20 августа 1886 года, когда гостила в доме Питерсона.

## Творчество
Ч. Питерсон называл Стивенс «самой популярной из наших писательниц». Э. А. По утверждал, что «её недостатки принадлежат высокому таланту, если не гению». Редактор С. Дж. Хейл включила Стивенс в свою книгу «Очерки обо всех выдающихся женщинах от сотворения мира до 1854 года от Р. Х.» и назвала её «одним из самых успешных журнальных авторов наших дней».
Авторы «Эпплтоновой энциклопедии американских биографий» (1900) писали о Стивенс:
...[Е]ё внимание к мелким деталям и её ясное видение давали ей возможность реалистического изображения сцен природы, и она никогда не отказывалась посещать больницы, государственные учреждения и курорты в поисках потрясающих типов характера.
Стивенс известна, в первую очередь, благодаря роману «Малеска», который положил начало новой форме коммерческой литературы — «десятицентовому роману». По словам М. Стерн, роман «стал американским документом».
По мнению филолога П. Джемм, у Стивенс был романтический взгляд на писательский труд: она рассматривала литературу как результат вдохновения. Писательство она считала единственным подходящим занятием для женщины из среднего класса и возможностью расширить влияние женщины на общество. В своих городских романах Стивенс осуждала социальное неравенство, изображая контраст между жизнью предпринимателей и жизнью рабочих. Тем не менее, она не призывала рабочих к бунту против неравенства и в качестве средства решения социальных проблем предлагала благотворительность. Индейские романы Стивенс, где индейцы были показаны как дикари, отражали расизм и оправдывали захват индейских территорий белыми. Стивенс не поддерживала борьбу за права женщин, но при этом сюжеты её романов сосредотачивались на сильных женских характерах. В центре романа «Мери Дервент» и других трёх романов находились белые героини, которые становились «королевами» индейского племени.

## Комментарии
1. ↑  Деревня Хамфрисвилл  в 1850 году стала городом Сеймур, поэтому в разных источниках местом рождения писательницы указывается как Хамфрисвилл[1][2], так и Сеймур[3][4].